# Anholtsgade 8
Anholtsgade 8 er et kollektiv beliggende i Århus på samme adresse. Kollektivet har eksisteret siden 30. april 1971 hvor det blev slumstormet.
I cirka 5 år var det i realiteten et besat hus, men i 1976 accepterede Århus Kommune besættelsen/beboelsen og lod beboerne købe og fortsætte istandsættelsen af huset.
Kollektivet opstod som del af det opbrud, der under Ungdomsoprøret i 1960'ernes slutning prægede det omkringliggende Øgadekvarter og bragte studerende og kunstnere til kvarteret. Troels Kløvedal har været langtidsgæst i kollektivet, og kollektivet har været kilde til flere kulturelle institutioner heriblandt biografen Øst For Paradis, Forlaget Modtryk og Folkeværtshuset Æsken beliggende i et af nabohusene, nr. 4, der var en gammel æskefabrik. Værtshuset havde musikscene og dansegulv, og lagde hus til mange koncerter og kulturelle arrangementer.
Omkring 1980/1981 stiftedes Andelsforeningen Anholtsgade 8, og siden har kollektivet fungeret som en andelsforening og er i dag et af Danmarks ældste kollektiver.
Værtshuset lukkede i januar 2001, pga. dårlig økonomi